# Newbold Pacey
Newbold Pacey is een civil parish in het bestuurlijke gebied Stratford-on-Avon, in het Engelse graafschap Warwickshire. In 2001 telde het dorp 288 inwoners. Newbold Pacey komt in het Domesday Book (1086) voor als 'Niwebold'.